# Catocala fraxini
Espèce
La Lichénée bleue (Catocala fraxini) est une espèce de lépidoptères de la famille des Erebidae.
On trouve ce grand papillon dans des forêts claires d'Europe (arctique comprise), de l'est et du nord de l'Asie.
Sa larve, très mimétique, se nourrit sur les peupliers et les frênes.

## Galerie

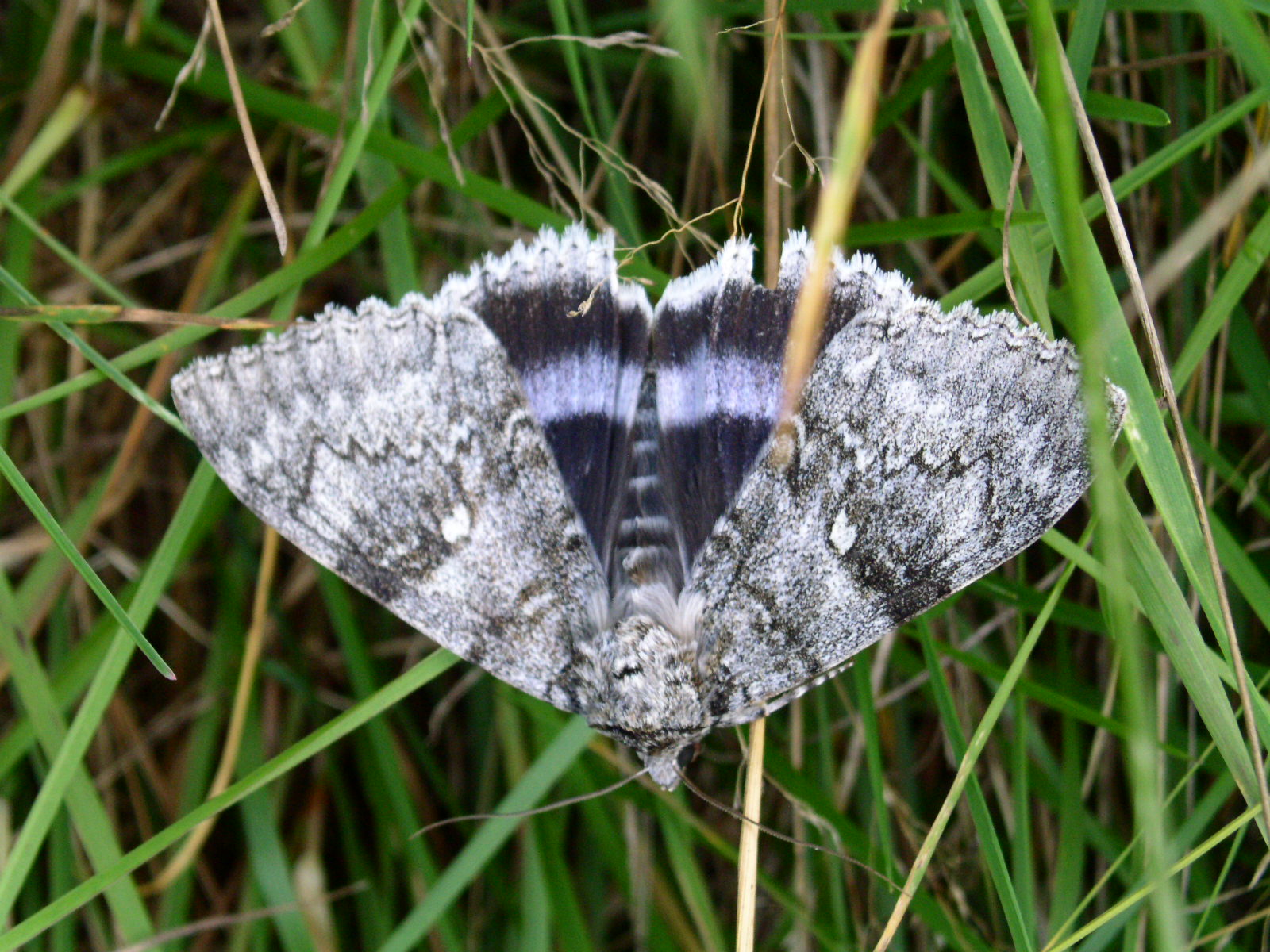
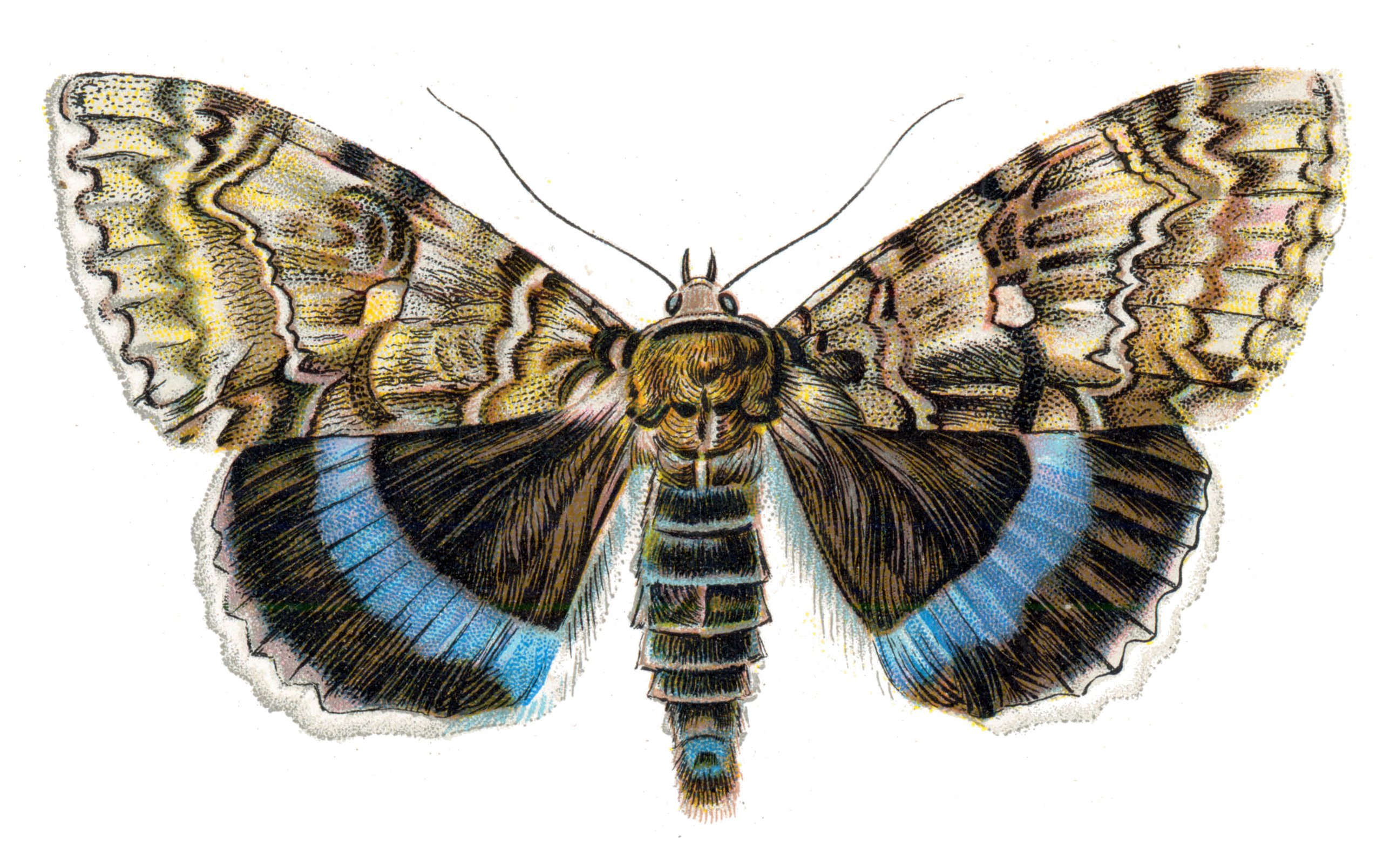